# Flagi gmin w województwie małopolskim
Flagi gmin w województwie małopolskim – lista symboli gminnych w postaci flagi, obowiązujących w województwie małopolskim.

Flaga województwa małopolskiego

Zgodnie z definicją, flaga to płat tkaniny określonego kształtu, barwy i znaczenia, przymocowywany do drzewca lub masztu. Może on również zawierać herb lub godło danej jednostki administracyjnej. W Polsce jednostki terytorialne (rady gmin, miast i powiatów) mogą ustanawiać flagi zgodnie z „Ustawą z dnia 21 grudnia 1978 o odznakach i mundurach”.  W pierwotnej wersji pozwalała ona jednostkom terytorialnym jedynie na ustanawianie herbów. Mimo to wiele miast i gmin podejmowało uchwały i używało flagi jako swojego symbolu (w województwie małopolskim było to kilkanaście gmin). Dopiero „Ustawa z dnia 29 grudnia 1998 o zmianie niektórych ustaw w związku z wdrożeniem reformy ustrojowej państwa” oficjalnie potwierdziła prawo województw, powiatów i gmin do ustanawiania tego symbolu jednostki terytorialnej.
W 2025 w województwie małopolskim swoją flagę miały 134 ze 183 gmin. Symbol ten, w 1999, ustanowiło samo województwo.

## Lista obowiązujących flag gminnych

### Powiat bocheński
| Gmina                  | Wzór | Opis |
| ---------------------- | ---- | --- |
| Miasto Bochnia         |      | Pierwsza wersja flagi miasta została ustanowiona w 1993, obecna, autorstwa Zenona Piecha, została ustanowiona uchwałą nr XVII/173/08 z 27 lutego 2008. Jest to prostokątny płat tkaniny o proporcjach 5:8, podzielony na trzy równe poziome pasy: dwa czerwone i złoty.                                   |
| Gmina Drwinia          |      | Flaga gminy została ustanowiona uchwałą nr XVII/91/04 z 29 czerwca 2004. Jest to prostokątny płat tkaniny o proporcjach 5:8, podzielony na dwie równe pionowe części: lewą zieloną, z godłem z herbu gminy i prawą, podzieloną na trzy poziome pasy: biały, zielony i żółty w stosunku 2:1:2.             |
| Gmina Lipnica Murowana |      | Flaga gminy została ustanowiona uchwałą nr XXIV/168/05 z 28 kwietnia 2005. Jest to prostokątny płat tkaniny o proporcjach 5:8 koloru błękitnego, z którego lewej strony płata umieszczono godło z herbu gminy.                                                                                            |
| Gmina Łapanów          |      | Flaga gminy, autorstwa Włodzimierza Chorązkiego i Barbary Widłak, została ustanowiona uchwałą nr XV/104/04 z 8 czerwca 2004. Jest to prostokątny płat tkaniny o proporcjach 5:8, podzielony na trzy pionowe pasy: dwa czerwone i biały w stosunku 1:3:1. W jego centralnej części umieszczono herb gminy. |
| Gmina Trzciana         |      | Flaga gminy, autorstwa Włodzimierza Chorązkiego i Karoliny Chorązkiej-Paluch, została ustanowiona uchwałą nr XXIV/259/14 z 14 sierpnia 2014. Jest to prostokątny płat tkaniny o proporcjach 5:8, podzielony na dwie równe pionowe części: lewą białą, z godłem z herbu gminy i prawą czerwoną.            |
| Gmina Żegocina         |      | Flaga gminy, autorstwa Franciszka Koszyka, została ustanowiona 2 czerwca 1998. Jest to prostokątny płat tkaniny o proporcjach 5:8, podzielony na trzy równe poziome pasy: niebieski, żółty i czerwony. W jego centralnej części umieszczono herb gminy.                                                   |

### Powiat brzeski
| Gmina                  | Wzór | Opis |
| ---------------------- | ---- | --- |
| Gmina Borzęcin         |      | Flaga gminy została ustanowiona uchwałą nr XXXI/178/2005 z 17 czerwca 2005. Jest to prostokątny płat tkaniny o proporcjach 5:8, podzielony na pięć poziomych pasów: biały, błękitny, biały, zielony i żółty w stosunku 3:1:1/20:1:3. W jego centralnej części umieszczono herb gminy. |
| Miasto i gmina Brzesko |      | Flaga gminy została ustanowiona 14 lutego 1996. Jest to prostokątny płat tkaniny o proporcjach 3:8, podzielony na trzy równe poziome pasy: biały, czerwony i granatowy. |
| Gmina Dębno            |      | Flaga gminy została ustanowiona uchwałą nr VIII/98/2015 z 14 sierpnia 2015. Jest to prostokątny płat tkaniny o proporcjach 5:8 koloru czerwonego, z którego lewej strony płata umieszczono godło z herbu gminy.                                                                       |

### Powiat chrzanowski
| Gmina                    | Wzór | Opis |
| ------------------------ | ---- | --- |
| Gmina Babice             |      | Flaga gminy została ustanowiona uchwałą nr XX/112/2004 z 26 kwietnia 2004. Jest to prostokątny płat tkaniny o proporcjach 5:8, podzielony na trzy poziome pasy: dwa zielone i biały w stosunku 1:2:1. W jego centralnej części umieszczono czarną stylizowaną literę „B”, nawiązującą do nazwy gminy.        |
| Miasto i gmina Chrzanów  |      | Pierwsza wersja flagi gminy została ustanowiona 21 maja 1964, obecna zaczęła być używana, bez potwierdzenia w uchwale, od 2009. Jest to prostokątny płat tkaniny o proporcjach 5:8, podzielony na trzy pionowe pasy: dwa błękitne i biały w stosunku 1:3:1. W jego centralnej części umieszczono herb gminy. |
| Miasto i gmina Trzebinia |      | Flaga gminy została ustanowiona w 1996. Jest to prostokątny płat tkaniny koloru białego, w którego centralnej części umieszczono herb gminy. |

### Powiat dąbrowski
| Gmina                   | Wzór | Opis |
| ----------------------- | ---- | --- |
| Gmina Bolesław          |      | Flaga gminy została ustanowiona uchwałą nr XXVIII/173/05 z 29 grudnia 2005. Jest to prostokątny płat tkaniny o proporcjach 5:8, podzielony na dwie równe pionowe części: lewą białą, z godłem z herbu gminy i prawą, podzieloną na trzy poziome pasy: dwa zielone i biały w stosunku 2:1:2.                                                                                                  |
| Gmina Gręboszów         |      | Flaga gminy, autorstwa Włodzimierza Chorązkiego i Alfreda Znamierowskiego, została ustanowiona uchwałą nr XXXIII/191/2009 z 30 grudnia 2009, mimo negatywnej opinii Komisji Heraldycznej. Jest to prostokątny płat tkaniny o proporcjach 5:8 koloru zielonego, z którego lewej strony płata umieszczono godło z herbu gminy, wraz z przedłużonymi dwiema liniami falistymi na długość flagi. |
| Gmina Mędrzechów        |      | Flaga gminy, autorstwa Kamila Wójcikowskiego i Roberta Fidury, została ustanowiona uchwałą nr LI.310.2024 z 17 kwietnia 2024. Jest to prostokątny płat tkaniny o proporcjach 5:8, podzielony na trzy poziome pasy: dwa czerwone i biały w stosunku 8:1:1. W lewej części górnego pasa umieszczono godło z herbu gminy.                                                                       |
| Gmina Olesno            |      | Flaga gminy została ustanowiona uchwałą nr XXXII/297/14 z 6 listopada 2014. Jest to prostokątny płat tkaniny o proporcjach 5:8, podzielony na dwie równe pionowe części: lewą błękitną, z godłem z herbu gminy i prawą białą. |
| Gmina Radgoszcz         |      | Flaga gminy została ustanowiona uchwałą nr XLVII/275/14 z 25 września 2014. Jest to prostokątny płat tkaniny o proporcjach 5:8, podzielony na trzy pionowe pasy: dwa żółte i błękitny w stosunku 1:2:1. W jego centralnej części umieszczono godło z herbu gminy. |
| Miasto i gmina Szczucin |      | Flaga gminy to prostokątny płat tkaniny o proporcjach 5:8 koloru czerwonego, w którego centralnej części umieszczono godło z herbu gminy. |

### Powiat gorlicki
| Gmina                 | Wzór | Opis |
| --------------------- | ---- | --- |
| Miasto i gmina Bobowa |      | Flaga gminy została ustanowiona uchwałą nr XXVI/191/09 z 26 stycznia 2009. Jest to prostokątny płat tkaniny o proporcjach 5:8 koloru czerwonego, w którego centralnej części umieszczono godło z herbu gminy. |
| Miasto Gorlice        |      | Flaga miasta to prostokątny płat tkaniny o proporcjach 5:8, podzielony z lewa skos na dwie części: dolną złotą, z herbem Zadora i prawą ciemnogranatową z herbem miasta. |
| Gmina Gorlice         |      | Flaga gminy, autorstwa Wojciecha Drelicharza, Zenona Piecha oraz Barbary Widłak, została ustanowiona uchwałą nr XXXIV/296/10 z 5 marca 2010. Jest to prostokątny płat tkaniny o proporcjach 5:8, podzielony na trzy pionowe pasy: dwa błękitne i biały w stosunku 1:2:1. W jego centralnej części umieszczono herb gminy.                               |
| Gmina Lipinki         |      | Flaga gminy została ustanowiona uchwałą nr XXIII/118/04 z 4 sierpnia 2004. Jest to prostokątny płat tkaniny o proporcjach 5:8, podzielony na dwie równe pionowe części: lewą błękitną, z godłem z herbu gminy i prawą, podzieloną na trzy równe poziome pasy: dwa żółte i błękitny.                                                                     |
| Gmina Łużna           |      | Flaga gminy, autorstwa Włodzimierza Chorązkiego i Karoliny Chorązkiej-Paluch, została ustanowiona uchwałą nr XXXI/245/17 z 27 stycznia 2017. Jest to prostokątny płat tkaniny o proporcjach 5:8, podzielony na trzy poziome pasy: dwa czerwone i biały w stosunku 1:4:1. W jego centralnej części umieszczono herb gminy.                               |
| Gmina Moszczenica     |      | Flaga gminy, autorstwa Włodzimierza Chorązkiego i Alfreda Znamierowskiego, została ustanowiona uchwałą nr XXXI/198/06 z 17 sierpnia 2006. Jest to prostokątny płat tkaniny o proporcjach 5:8, podzielony na dwa poziome pasy: żółty i błękitny w stosunku 3:1. W centralnej części górnego pasa umieszczono herb gminy.                                 |
| Gmina Ropa            |      | Flaga gminy, autorstwa Włodzimierza Chorązkiego i Alfreda Znamierowskiego, została ustanowiona uchwałą nr XXXV/172/2002 z 16 września 2002. Jest to prostokątny płat tkaniny o proporcjach 5:8, podzielony na trzy poziome pasy: biały, czerwony i żółty w stosunku 1:3:1. Z lewej strony płata umieszczono godło z herbu gminy.                        |
| Gmina Uście Gorlickie |      | Flaga gminy, autorstwa Włodzimierza Chorązkiego i Alfreda Znamierowskiego, została ustanowiona uchwałą nr XXVI/249/2005 z 27 kwietnia 2005. Jest to prostokątny płat tkaniny o proporcjach 5:8, podzielony na dwie równe pionowe części: lewą czerwoną, z godłem z herbu gminy i prawą, podzieloną na trzy równe poziome pasy: biały, czerwony i żółty. |

### Miasto Kraków
| Wzór | Opis |
| ---- | --- |
|      | Wzór flagi miasta obowiązuje od 1815, został potwierdzony uchwałą nr XIX/132/91 z 15 marca 1991. Jest to prostokątny płat tkaniny o proporcjach 5:8, podzielony na dwa równe poziome pasy: biały i błękitny. |

### Powiat krakowski
| Gmina                        | Wzór | Opis |
| ---------------------------- | ---- | --- |
| Gmina Czernichów             |      | Flaga gminy została ustanowiona 25 sierpnia 2000. Jest to prostokątny płat tkaniny o proporcjach 5:8, podzielony na trzy pionowe pasy: dwa błękitne i żółty w stosunku 1:3:1. W jego centralnej części umieszczono herb gminy.                                                                                                 |
| Gmina Igołomia-Wawrzeńczyce  |      | Flaga gminy została ustanowiona uchwałą nr I/3/2002 z 29 stycznia 2002, ponownie uchwałą nr XXIX/247/2005 z 19 lipca 2005. Jest to prostokątny płat tkaniny o proporcjach 5:8, podzielony na dwa poziome pasy: żółty i błękitny w stosunku 4:1. W centralnej części górnego pasa umieszczono herb gminy.                       |
| Gmina Jerzmanowice-Przeginia |      | Flaga gminy została ustanowiona uchwałą nr XXXVI/184/97 z 8 lipca 1997. Jest to prostokątny płat tkaniny o proporcjach 5:8, podzielony na trzy równe poziome pasy: biały, żółty i czerwony. W jego centralnej części może znajdować się herb gminy.                                                                            |
| Gmina Kocmyrzów-Luborzyca    |      | Flaga gminy, autorstwa Włodzimierza Chorązkiego i Alfreda Znamierowskiego, została ustanowiona uchwałą nr XLII/268/02 z 29 maja 2002. Jest to prostokątny płat tkaniny o proporcjach 5:8, podzielony na pięć poziomych pasów: trzy czerwone i dwa żółte w stosunku 1:1:6:1:1. W jego centralnej części umieszczono herb gminy. |
| Gmina Liszki                 |      | Flaga gminy, autorstwa Włodzimierza Chorązkiego i Alfreda Znamierowskiego, została ustanowiona uchwałą nr XLI/420/09 z 24 września 2009. Jest to prostokątny płat tkaniny o proporcjach 5:8, podzielony na trzy pionowe pasy: dwa zielone i biały w stosunku 1:4:3. Na środkowym pasie umieszczono herb gminy.                 |
| Gmina Michałowice            |      | Flaga gminy została ustanowiona uchwałą nr XIV/116/2003 z 30 grudnia 2003. Jest to prostokątny płat tkaniny o proporcjach 5:8, podzielony na trzy poziome pasy: dwa czerwone i biały w stosunku 1:3:1. W jego centralnej części umieszczono herb gminy.                                                                        |
| Gmina Mogilany               |      | Flaga gminy to prostokątny płat tkaniny o proporcjach 5:8, podzielony na trzy równe poziome pasy: dwa błękitne i biały. W jego centralnej części umieszczono herb gminy. |
| Miasto i gmina Skała         |      | Flaga gminy została ustanowiona uchwałą nr XLVII/356/02 z 30 września 2002. Jest to prostokątny płat tkaniny o proporcjach 5:8, podzielony na cztery poziome pasy: biały, czarny, żółty i czerwony w stosunku 3:1:1:3. |
| Miasto i gmina Skawina       |      | Flaga gminy została ustanowiona uchwałą nr XIX/268/20 z 27 maja 2020. Jest to prostokątny płat tkaniny o proporcjach 2:3 koloru błękitnego, w którego centralnej części umieszczono godło z herbu gminy. |
| Gmina Wielka Wieś            |      | Flaga gminy została ustanowiona uchwałą nr XXXIV/244/2009 z 30 czerwca 2009. Jest to prostokątny płat tkaniny o proporcjach 5:8, podzielony na trzy pionowe pasy: dwa błękitne i biały w stosunku 1:2:1. W jego centralnej części umieszczono herb gminy.                                                                      |
| Gmina Zabierzów              |      | Flaga gminy została ustanowiona uchwałą nr XVII/193/99 z 7 października 1999. Jest to prostokątny płat tkaniny o proporcjach 3:5, podzielony na cztery poziome pasy: biały, czerwony, żółty i błękitny w stosunku 3:1:1:1. W centralnej części górnego pasa umieszczono herb gminy.                                            |

### Powiat limanowski
| Gmina              | Wzór | Opis |
| ------------------ | ---- | --- |
| Gmina Dobra        |      | Flaga gminy, autorstwa Włodzimierza Chorązkiego i Barbary Widłak, została ustanowiona uchwałą nr XX/147/04 z 20 października 2004. Jest to prostokątny płat tkaniny o proporcjach 5:8, podzielony na trzy pionowe pasy: dwa błękitne i biały w stosunku 1:2:1. W jego centralnej części umieszczono herb gminy. |
| Gmina Jodłownik    |      | Flaga gminy została ustanowiona uchwałą nr IX/68/2003 z 15 lipca 2003. Jest to prostokątny płat tkaniny o proporcjach 5:8, podzielony na trzy pionowe pasy: dwa czerwone i biały w stosunku 1:2:1. W jego centralnej części umieszczono herb gminy.                                                             |
| Gmina Kamienica    |      | Flaga gminy została ustanowiona uchwałą nr V/30/07 z 29 marca 2007. Jest to prostokątny płat tkaniny o proporcjach 5:8, podzielony na trzy pionowe pasy: dwa zielone i biały w stosunku 1:3:1. W jego centralnej części umieszczono herb gminy.                                                                 |
| Gmina Laskowa      |      | Flaga gminy została ustanowiona uchwałą nr XIV/94/04 z 19 lutego 2004. Jest to prostokątny płat tkaniny o proporcjach 5:8, podzielony na trzy pionowe pasy: dwa błękitne i biały w stosunku 1:2:1. W jego centralnej części umieszczono herb gminy.                                                             |
| Miasto Limanowa    |      | Flaga miasta została ustanowiona uchwałą nr XV/121/95 z 28 września 1995. Jest to prostokątny płat tkaniny o proporcjach 3:5, podzielony na siedem poziomych pasów: biały, żółty, biały, czerwony, biały, niebieski i biały w stosunku 45:8:4:8:4:8:13. W lewym górnym rogu płata umieszczono herb miasta.      |
| Gmina Limanowa     |      | Flaga gminy została ustanowiona uchwałą nr V/42/2015 z 25 czerwca 2015. Jest to prostokątny płat tkaniny o proporcjach 5:8, podzielony na trzy pionowe pasy: dwa zielone i biały w stosunku 1:3:1. W jego centralnej części umieszczono herb gminy.                                                             |
| Gmina Mszana Dolna |      | Flaga gminy została ustanowiona uchwałą nr 14/162/2000 z 28 lutego 2000. Jest to prostokątny płat tkaniny o proporcjach 5:8, podzielony na pięć pionowych pasów: czerwony, błękitny, biały, błękitny i czerwony w stosunku 1:1:4:1:1. W jego centralnej części umieszczono herb gminy.                          |
| Gmina Słopnice     |      | Flaga gminy została ustanowiona 26 października 1999. Jest to prostokątny płat tkaniny o proporcjach 5:8, podzielony na trzy pionowe pasy: dwa żółte i czerwony w stosunku 1:2:1. W jego centralnej części umieszczono godło z herbu gminy.                                                                     |
| Gmina Tymbark      |      | Flaga gminy została ustanowiona uchwałą nr X/91/2003 z 15 grudnia 2003. Jest to prostokątny płat tkaniny o proporcjach 5:8 koloru błękitnego, w którego centralnej części umieszczono godło z herbu gminy. |

### Powiat miechowski
| Gmina           | Wzór | Opis |
| --------------- | ---- | --- |
| Gmina Gołcza    |      | Flaga gminy została ustanowiona uchwałą nr III/20/02 z 16 grudnia 2002. Jest to prostokątny płat tkaniny o proporcjach 5:8, podzielony na trzy pionowe pasy: dwa czerwone i biały w stosunku 1:2:1. W jego centralnej części umieszczono herb gminy.   |
| Gmina Kozłów    |      | Flaga gminy została ustanowiona uchwałą nr LII/53/2010 z 29 września 2010. Jest to prostokątny płat tkaniny o proporcjach 5:8 koloru czerwonego, z którego lewej strony płata umieszczono godło z herbu gminy.                                         |
| Gmina Racławice |      | Flaga gminy została ustanowiona uchwałą nr VII/98/05 z 30 listopada 2005. Jest to prostokątny płat tkaniny o proporcjach 5:8, podzielony na trzy pionowe pasy: dwa czerwone i biały w stosunku 1:2:1. W jego centralnej części umieszczono herb gminy. |
| Gmina Słaboszów |      | Flaga gminy została ustanowiona uchwałą nr IV/16/2011 z 27 stycznia 2011. Jest to prostokątny płat tkaniny o proporcjach 5:8, podzielony na trzy pionowe pasy: dwa czerwone i żółty w stosunku 1:2:1. W jego centralnej części umieszczono herb gminy. |

### Powiat myślenicki
| Gmina                    | Wzór | Opis |
| ------------------------ | ---- | --- |
| Miasto i gmina Dobczyce  |      | Flaga gminy to prostokątny płat tkaniny o proporcjach 5:8, podzielony na trzy poziome pasy: dwa żółte i czerwony w stosunku 1:2:1. |
| Gmina Lubień             |      | Flaga gminy została ustanowiona uchwałą nr XXII/117/2004 z 9 czerwca 2004. Jest to prostokątny płat tkaniny o proporcjach 5:8, podzielony na trzy pionowe pasy: dwa błękitne i biały w stosunku 1:2:1. W jego centralnej części umieszczono herb gminy.                                                                   |
| Miasto i gmina Myślenice |      | Flaga miasta i gminy (ustanowiona uchwałą nr 506/LIV/2018 z 8 listopada 2018) składa się z trzech poziomych pasów (w stosunku 1:2:1): górnego zielonego, środkowego białego, na którym umieszczony jest herb miasta Myślenice; dolnego niebieskiego.                                                                      |
| Miasto i gmina Sułkowice |      | Flaga gminy, autorstwa Włodzimierza Chorązkiego i Tomasza Rokickiego, została ustanowiona uchwałą nr XXXIX/257/06 z 26 października 2006. Jest to prostokątny płat tkaniny o proporcjach 5:8, podzielony na trzy pionowe pasy: biały, czerwony i żółty w stosunku 2:1:1. W jego centralnej części umieszczono herb gminy. |
| Gmina Tokarnia           |      | Flaga gminy została ustanowiona uchwałą nr XXXII/197/02 z 11 lutego 2002. Jest to prostokątny płat tkaniny o proporcjach 5:8, podzielony na dwie równe pionowe części: lewą błękitną, z godłem z herbu gminy i prawą, podzieloną na trzy równe poziome pasy: dwa białe i błękitny.                                        |
| Gmina Wiśniowa           |      | Flaga gminy została ustanowiona uchwałą nr XXII/152/05 z 31 marca 2005. Jest to prostokątny płat tkaniny o proporcjach 5:8, podzielony na trzy pionowe pasy: błękitny, biały i czerwony w stosunku 1:2:1. W jego centralnej części umieszczono herb gminy.                                                                |

### Miasto Nowy Sącz
| Wzór | Opis |
| ---- | --- |
|      | Pierwsza wersja flagi miasta została ustanowiona w 2002, obecna została ustanowiona uchwałą nr XLV/467/2017 z 17 października 2017. Jest to prostokątny płat tkaniny o proporcjach 5:8 koloru błękitnego, w którego centralnej części umieszczono godło z herbu miasta. |

### Powiat nowosądecki
| Gmina                          | Wzór | Opis |
| ------------------------------ | ---- | --- |
| Gmina Chełmiec                 |      | Flaga gminy, autorstwa Włodzimierza Chorązkiego i Karoliny Chorązkiej-Paluch, została ustanowiona uchwałą nr XII/213/2015 z 3 listopada 2015. Jest to prostokątny płat tkaniny o proporcjach 5:8, podzielony na dwie równe pionowe części: lewą białą, z godłem z herbu gminy i prawą błękitną.                   |
| Gmina Kamionka Wielka          |      | Flaga gminy została ustanowiona uchwałą nr XXV/219/2005 z 28 listopada 2005. Jest to prostokątny płat tkaniny o proporcjach 5:8, podzielony na trzy pionowe pasy: czerwony, biały i błękitny w stosunku 1:2:1. W jego centralnej części umieszczono herb gminy.                                                   |
| Gmina Korzenna                 |      | Flaga gminy, autorstwa Włodzimierza Chorązkiego i Barbary Widłak, została ustanowiona uchwałą nr XXXIII/209/2006 z 27 kwietnia 2006. Jest to prostokątny płat tkaniny o proporcjach 5:8, podzielony na trzy pionowe pasy: dwa czerwone i żółty w stosunku 1:2:1. W jego centralnej części umieszczono herb gminy. |
| Miasto i gmina Krynica-Zdrój   |      | Flaga gminy została ustanowiona uchwałą nr XIII/124/03 z 17 października 2003. Jest to prostokątny płat tkaniny o proporcjach 5:8 koloru błękitnego, w którego centralnej części umieszczono godło z herbu gminy.                                                                                                 |
| Gmina Łabowa                   |      | Flaga gminy została ustanowiona uchwałą nr XLII/270/06 z 30 czerwca 2006. Jest to prostokątny płat tkaniny o proporcjach 5:8, podzielony na trzy pionowe pasy: dwa czerwone i biały w stosunku 1:2:1. W jego centralnej części umieszczono herb gminy.                                                            |
| Gmina Łącko                    |      | Flaga gminy została ustanowiona uchwałą nr 56/2005 z 28 października 2005. Jest to prostokątny płat tkaniny o proporcjach 5:8, podzielony na trzy pionowe pasy: dwa błękitne i biały w stosunku 1:2:1. W jego centralnej części umieszczono herb gminy.                                                           |
| Gmina Łososina Dolna           |      | Flaga gminy to prostokątny płat tkaniny o proporcjach 5:8, podzielony na trzy pionowe pasy: dwa błękitne i biały w stosunku 1:3:1. W jego centralnej części umieszczono herb gminy. |
| Miasto i gmina Muszyna         |      | Flaga gminy to prostokątny płat tkaniny koloru purpurowego, w którego centralnej części umieszczono herb gminy. |
| Gmina Nawojowa                 |      | Flaga gminy została ustanowiona uchwałą nr XXI/119/04 z 31 marca 2004. Jest to prostokątny płat tkaniny o proporcjach 5:8, podzielony na trzy pionowe pasy: dwa czerwone i biały w stosunku 1:2:1. W jego centralnej części umieszczono herb gminy.                                                               |
| Miasto i gmina Piwniczna-Zdrój |      | Flaga gminy to prostokątny płat tkaniny koloru białego, w którego centralnej części umieszczono herb gminy. |
| Gmina Podegrodzie              |      | Flaga gminy, autorstwa Jacka Kuli, została ustanowiona uchwałą nr XXXIV/342/2013 z 27 sierpnia 2013. Jest to prostokątny płat tkaniny o proporcjach 5:8 koloru błękitnego, z którego lewej strony płata umieszczono godło z herbu gminy.                                                                          |
| Miasto i gmina Stary Sącz      |      | Flaga gminy, autorstwa Włodzimierza Chorązkiego, została ustanowiona uchwałą nr XX/304/2016 z 24 maja 2016. Jest to prostokątny płat tkaniny o proporcjach 5:8, podzielony na dwie równe pionowe części: lewą białą, z godłem z herbu gminy i prawą błękitną.                                                     |

### Powiat nowotarski
| Gmina                         | Wzór | Opis |
| ----------------------------- | ---- | --- |
| Miasto i gmina Czarny Dunajec |      | Flaga gminy to prostokątny płat tkaniny o proporcjach 5:8, podzielony na dwie równe pionowe części: lewą czerwoną, z godłem z herbu gminy i prawą białą. |
| Gmina Czorsztyn               |      | Flaga gminy została ustanowiona uchwałą nr V/23/03 z 13 lutego 2003. Jest to prostokątny płat tkaniny o proporcjach 5:8, podzielony na dwie równe pionowe części: lewą białą, z godłem z herbu gminy i prawą, podzieloną na trzy poziome pasy: dwa czerwone i biały w stosunku 2:1:2. |
| Gmina Lipnica Wielka          |      | Flaga gminy to prostokątny płat tkaniny, podzielony na pięć równych poziomych pasów: niebieski, biały (srebrny), czarny, żółty (złoty) i niebieski. |
| Miasto Nowy Targ              |      | Flaga miasta to prostokątny płat tkaniny koloru białego, w którego centralnej części umieszczono herb miasta. |
| Gmina Nowy Targ               |      | Flaga gminy została ustanowiona uchwałą nr XXXV/360/2014 z 27 maja 2014. Jest to prostokątny płat tkaniny o proporcjach 5:8, podzielony na trzy pionowe pasy: dwa błękitne i biały w stosunku 1:2:1. W jego centralnej części umieszczono herb gminy.                                 |
| Gmina Ochotnica Dolna         |      | Flaga gminy została ustanowiona uchwałą nr XXII/136/04 z 15 czerwca 2004. Jest to prostokątny płat tkaniny o proporcjach 5:8, podzielony na trzy poziome pasy: zielony, biały i żółty w stosunku 2:1:2. W jego centralnej części umieszczono herb gminy.                              |
| Gmina Raba Wyżna              |      | Flaga gminy została ustanowiona uchwałą nr XLIII/288/2002 z 19 marca 2002. Jest to prostokątny płat tkaniny o proporcjach 5:8, podzielony na trzy pionowe pasy: dwa błękitne i żółty w stosunku 1:2:1. W jego centralnej części umieszczono herb gminy.                               |
| Miasto i gmina Rabka-Zdrój    |      | Flaga gminy to prostokątny płat tkaniny o proporcjach 5:8 koloru błękitnego, z którego lewej strony płata umieszczono herb gminy, a pod nim żółty napis „RABKA-ZDRÓJ MIASTO DZIECI ŚWIATA”.                                                                                           |
| Gmina Spytkowice              |      | Flaga gminy to prostokątny płat tkaniny o proporcjach 5:8, podzielony na trzy pionowe pasy: dwa żółte i błękitny. W jego centralnej części umieszczono godło z herbu gminy. |
| Gmina Szaflary                |      | Flaga gminy została ustanowiona uchwałą nr XIV/72/2003 z 29 grudnia 2003. Jest to prostokątny płat tkaniny o proporcjach 5:8, podzielony na trzy pionowe pasy: dwa czerwone i biały w stosunku 1:2:1. W jego centralnej części umieszczono herb gminy.                                |
| Miasto i gmina Szczawnica     |      | Flaga gminy została ustanowiona uchwałą nr 245/XLII/02 z 8 lipca 2002. Jest to prostokątny płat tkaniny o proporcjach 5:8, podzielony na trzy pionowe pasy: dwa błękitne i żółty w stosunku 1:3:1. W jego centralnej części umieszczono herb gminy.                                   |

### Powiat olkuski
| Gmina                  | Wzór | Opis |
| ---------------------- | ---- | --- |
| Miasto Bukowno         |      | Flaga miasta została ustanowiona uchwałą nr XLVIII/313/2002 z 30 kwietnia 2002. Jest to prostokątny płat tkaniny o proporcjach 5:8, podzielony na dwa poziome pasy: błękitny i żółty w stosunku 2:1. W jego centralnej części umieszczono herb miasta.                                                                           |
| Gmina Klucze           |      | Flaga gminy, autorstwa Włodzimierza Chorązkiego, została ustanowiona uchwałą nr VII/51/03 z 25 lutego 2003. Jest to prostokątny płat tkaniny o proporcjach 5:8, podzielony na dwa poziome pasy: czerwony i żółty w stosunku 3:1. W lewym górnym rogu płata umieszczono dwa złote skrzyżowane klucze, nawiązujące do nazwy gminy. |
| Miasto i gmina Olkusz  |      | Flaga gminy została ustanowiona uchwałą nr LXIII/752/2002 z 20 września 2002. Jest to prostokątny płat tkaniny o proporcjach 5:8 koloru żółtego, w którego centralnej części umieszczono godło z herbu gminy. |
| Gmina Trzyciąż         |      | Flaga gminy została ustanowiona uchwałą nr XLIV/265/2002 z 26 czerwca 2002. Jest to prostokątny płat tkaniny o proporcjach 5:8, podzielony na trzy poziome pasy: dwa białe i błękitny w stosunku 1:3:1. W jego centralnej części umieszczono herb gminy.                                                                         |
| Miasto i gmina Wolbrom |      | Flaga gminy to prostokątny płat tkaniny o proporcjach 5:8 koloru błękitnego, w którego centralnej części umieszczono godło z herbu gminy, a pod nim czarny napis „WOLBROM”. |

### Powiat oświęcimski
| Gmina                | Wzór | Opis |
| -------------------- | ---- | --- |
| Gmina Osiek          |      | Flaga gminy została ustanowiona uchwałą nr XXIX/228/2009 z 20 maja 2009. Jest to prostokątny płat tkaniny o proporcjach 5:8, podzielony na trzy poziome pasy: dwa czerwone i biały w stosunku 1:2:1. W jego centralnej części umieszczono herb gminy.                                                                         |
| Miasto Oświęcim      |      | Flaga miasta to prostokątny płat tkaniny o proporcjach 5:8 koloru błękitnego, w którego centralnej części umieszczono godło z herbu miasta. |
| Gmina Oświęcim       |      | Flaga gminy została ustanowiona uchwałą nr IV/34/03 z 19 lutego 2003. Jest to prostokątny płat tkaniny o proporcjach 5:8, podzielony na trzy pionowe pasy: dwa błękitne i biały w stosunku 1:2:1. W jego centralnej części umieszczono herb gminy.                                                                            |
| Gmina Polanka Wielka |      | Flaga gminy została ustanowiona uchwałą nr VII/54/07 z 10 sierpnia 2007. Jest to prostokątny płat tkaniny o proporcjach 5:8, podzielony na trzy pionowe pasy: dwa zielone i biały w stosunku 1:2:1. W jego centralnej części umieszczono herb gminy.                                                                          |
| Gmina Przeciszów     |      | Flaga gminy, autorstwa Wojciecha Drelicharza, Zenona Piecha oraz Barbary Widłak, została ustanowiona uchwałą nr XIX/171/2001 z 26 kwietnia 2001. Jest to prostokątny płat tkaniny o proporcjach 5:8, podzielony na trzy pionowe pasy: dwa czerwone i biały w stosunku 1:2:1. W jego centralnej części umieszczono herb gminy. |

### Powiat proszowicki
| Gmina                       | Wzór | Opis |
| --------------------------- | ---- | --- |
| Gmina Koniusza              |      | Flaga gminy, autorstwa Włodzimierza Chorązkiego, została ustanowiona uchwałą nr VII/55/2007 z 24 lipca 2007. Jest to prostokątny płat tkaniny o proporcjach 5:8, podzielony na dwie równe pionowe części: lewą błękitną, z godłem z herbu gminy i prawą, podzieloną na trzy poziome pasy: dwa żółte i błękitny w stosunku 2:1:2. |
| Miasto i gmina Koszyce      |      | Flaga gminy została ustanowiona 16 kwietnia 1996. Jest to prostokątny płat tkaniny o proporcjach 5:8, podzielony na dwa równe poziome pasy: żółty i błękitny. |
| Miasto i gmina Nowe Brzesko |      | Flaga gminy, autorstwa Włodzimierza Chorązkiego, została ustanowiona uchwałą nr XVIII/106/2000 z 28 kwietnia 2000. Jest to prostokątny płat tkaniny o proporcjach 5:8, podzielony na pięć pionowych pasów: trzy błękitne i dwa białe w stosunku 1:1:2:1:1. W jego centralnej części umieszczono godło z herbu gminy.             |
| Gmina Pałecznica            |      | Flaga gminy została ustanowiona uchwałą nr IV/185/06 z 27 lutego 2006. Jest to prostokątny płat tkaniny o proporcjach 5:8, podzielony na trzy pionowe pasy: dwa błękitne i żółty w stosunku 1:2:1. W jego centralnej części umieszczono herb gminy.                                                                              |
| Miasto i gmina Proszowice   |      | Flaga gminy to prostokątny płat tkaniny o proporcjach 5:8, podzielony z lewa w skos żółtym pasem na dwie równe części: lewą czerwoną i prawą białą. |
| Gmina Radziemice            |      | Flaga gminy została ustanowiona uchwałą nr 51/VIII/2003 z 29 września 2003. Jest to prostokątny płat tkaniny o proporcjach 5:8 koloru zielonego, w którego centralnej części umieszczono godło z herbu gminy. |

### Powiat suski
| Gmina                            | Wzór | Opis |
| -------------------------------- | ---- | --- |
| Gmina Budzów                     |      | Flaga gminy, autorstwa Włodzimierza Chorązkiego i Tomasza Rokickiego, została ustanowiona uchwałą nr XXI/173/2005 z 31 sierpnia 2005. Jest to prostokątny płat tkaniny o proporcjach 5:8, podzielony na dwie równe pionowe części: lewą żółtą, z herbem gminy i prawą czerwoną. |
| Gmina Bystra-Sidzina             |      | Flaga gminy została ustanowiona uchwałą nr XXXIV/229/02 z 28 czerwca 2002. Jest to prostokątny płat tkaniny o proporcjach 5:8, podzielony na trzy pionowe pasy: dwa błękitne i biały w stosunku 1:2:1. W jego centralnej części umieszczono herb gminy.                         |
| Gmina Jordanów                   |      | Flaga gminy została ustanowiona uchwałą nr XVII/201/2002 z 28 lutego 2002. Jest to prostokątny płat tkaniny o proporcjach 5:8, podzielony na trzy pionowe pasy: dwa błękitne i biały w stosunku 1:2:1. W jego centralnej części umieszczono herb gminy.                         |
| Miasto i gmina Maków Podhalański |      | Flaga gminy była używana od sierpnia 1999, oficjalnie została ustanowiona uchwałą nr XLI/293/2001 z 19 grudnia 2001. Jest to prostokątny płat tkaniny o proporcjach 5:8, podzielony na cztery poziome pasy: biały, zielony, żółty i błękitny w stosunku 2:1:1:2.                |
| Gmina Stryszawa                  |      | Flaga gminy została ustanowiona uchwałą nr VI/26/2007 z 29 marca 2007. Jest to prostokątny płat tkaniny o kolorach 5:8 koloru czerwonego, z białym klinem wychodzącym z lewej strony płata. Umieszczono na nim herb gminy.                                                      |
| Miasto Sucha Beskidzka           |      | Flaga miasta została ustanowiona 25 października 1990. Jest to prostokątny płat tkaniny, podzielony na trzy równe poziome pasy: biały, czerwony i zielony. |
| Gmina Zawoja                     |      | Flaga gminy została ustanowiona 15 lutego 1996. Jest to prostokątny płat tkaniny o proporcjach 3:4, podzielony na trzy równe poziome pasy: niebieski, zielony i czerwony. |
| Gmina Zembrzyce                  |      | Flaga gminy została ustanowiona uchwałą nr XIV/112/08 z 28 kwietnia 2008. Jest to prostokątny płat tkaniny o proporcjach 5:8, podzielony na trzy poziome pasy: dwa czerwone i żółty w stosunku 1:3:1. W jego centralnej części umieszczono herb gminy.                          |

### Miasto Tarnów
| Wzór | Opis |
| ---- | --- |
|      | Flaga miasta to prostokątny płat tkaniny koloru błękitnego, w którego centralnej części umieszczono herb miasta. |

### Powiat tarnowski
| Gmina                        | Wzór | Opis |
| ---------------------------- | ---- | --- |
| Gmina Gromnik                |      | Flaga gminy została ustanowiona uchwałą nr XXIX/231/06 z 27 kwietnia 2006. Jest to prostokątny płat tkaniny o proporcjach 5:8, podzielony na dwie równe pionowe części: lewą białą, z herbem gminy i prawą błękitną. |
| Gmina Lisia Góra             |      | Flaga gminy została ustanowiona uchwałą nr XIX/208/2001 z 29 czerwca 2001. Jest to prostokątny płat tkaniny o proporcjach 5:8, podzielony na trzy pionowe pasy: dwa błękitne i żółty w stosunku 1:2:1. W jego centralnej części umieszczono herb gminy.                                                                          |
| Gmina Pleśna                 |      | Flaga gminy została ustanowiona uchwałą nr XXX/225/2002 z 20 sierpnia 2002. Jest to prostokątny płat tkaniny o proporcjach 5:8, podzielony na trzy poziome pasy: biały, żółty i niebieski w stosunku 2:1:2. |
| Miasto i gmina Radłów        |      | Flaga gminy została ustanowiona uchwałą nr XXXIII/221/10 z 22 stycznia 2010. Jest to prostokątny płat tkaniny o proporcjach 5:8 koloru czerwonego, w którego centralnej części umieszczono godło z herbu gminy. |
| Miasto i gmina Ryglice       |      | Flaga gminy została ustanowiona uchwałą nr XV/160/01 z 29 czerwca 2001. Jest to prostokątny płat tkaniny o proporcjach 5:8 koloru czerwonego, w którego centralnej części umieszczono godło z herbu gminy. |
| Gmina Rzepiennik Strzyżewski |      | Flaga gminy została ustanowiona uchwałą nr II/11/02 z 12 grudnia 2002. Jest to prostokątny płat tkaniny o proporcjach 5:8, podzielony na dwie równe pionowe części: lewą błękitną, z godłem z herbu gminy i prawą, podzieloną na trzy równe poziome pasy: dwa żółte i błękitny.                                                  |
| Gmina Skrzyszów              |      | Flaga gminy, autorstwa Wojciecha Drelicharza, Zenona Piecha oraz Barbary Widłak, została ustanowiona w kwietniu 2000. Jest to prostokątny płat tkaniny o proporcjach 5:8, podzielony na trzy pionowe pasy: dwa błękitne i biały w stosunku 1:2:1. W jego centralnej części umieszczono herb gminy.                               |
| Gmina Szerzyny               |      | Flaga gminy została ustanowiona uchwałą nr VI/33/07 z 29 marca 2007. Jest to prostokątny płat tkaniny o proporcjach 5:8, podzielony na dwa poziome pasy: żółty i czerwony w stosunku 2:1. W lewym górnym rogu płata umieszczono herb gminy.                                                                                      |
| Gmina Tarnów                 |      | Flaga gminy została ustanowiona uchwałą nr XXXIX/459/02 z 24 kwietnia 2002. Jest to prostokątny płat tkaniny o proporcjach 5:8, podzielony na trzy pionowe pasy: dwa błękitne i żółty w stosunku 1:2:1. W jego centralnej części umieszczono herb gminy.                                                                         |
| Miasto i gmina Tuchów        |      | Flaga gminy została ustanowiona uchwałą nr X/118/95 z 8 czerwca 1995. Jest to prostokątny płat tkaniny o proporcjach 1:2, podzielony na trzy równe poziome pasy: dwa niebieskie i żółty. |
| Gmina Wierzchosławice        |      | Flaga gminy, autorstwa Wojciecha Drelicharza, Zenona Piecha oraz Barbary Widłak, została ustanowiona uchwałą nr XXII/150/00 z 26 października 2000. Jest to prostokątny płat tkaniny o proporcjach 5:8, podzielony na trzy pionowe pasy: dwa czerwone i biały w stosunku 1:2:1. W jego centralnej części umieszczono herb gminy. |
| Gmina Wietrzychowice         |      | Flaga gminy została ustanowiona uchwałą nr XXVII/209/2005 z 29 grudnia 2005. Jest to prostokątny płat tkaniny o proporcjach 5:8, podzielony na pięć pionowych pasów: trzy błękitne i dwa białe w stosunku 5:1:1:1:1. W lewym górnym rogu płata umieszczono godło z herbu gminy.                                                  |
| Miasto i gmina Zakliczyn     |      | Flaga gminy została ustanowiona uchwałą nr XXXII/253/2006 z 10 lutego 2006. Jest to prostokątny płat tkaniny o proporcjach 5:8, podzielony na siedem poziomych pasów: cztery żółte i trzy czarne w stosunku 4:2:1:2:1:2:4. W jego centralnej części umieszczono herb gminy.                                                      |
| Miasto i gmina Żabno         |      | Flaga gminy została ustanowiona uchwałą nr XLII/454/06 z 16 października 2006. Jest to prostokątny płat tkaniny o proporcjach 5:8, podzielony z prawa w skos białym pasem na dwie równe części: lewą żółtą, z herbem gminy i prawą błękitną.                                                                                     |

### Powiat tatrzański
| Gmina                     | Wzór | Opis |
| ------------------------- | ---- | --- |
| Gmina Bukowina Tatrzańska |      | Flaga gminy została ustanowiona uchwałą nr XXXIV/267/2002 z 30 lipca 2002. Jest to prostokątny płat tkaniny o proporcjach 5:8, podzielony na trzy poziome pasy: dwa czerwone i żółty w stosunku 1:3:1. W jego centralnej części umieszczono godło z herbu gminy. |
| Miasto Zakopane           |      | Flaga miasta to prostokątny płat tkaniny, podzielony na dwa pasy: niebieski i biały, stylizowany na kształt Giewontu. Na wierzchołku góry umieszczono herb miasta.                                                                                               |

### Powiat wadowicki
| Gmina                    | Wzór | Opis |
| ------------------------ | ---- | --- |
| Miasto i gmina Andrychów |      | Flaga gminy została ustanowiona 20 września 1994. Jest to prostokątny płat tkaniny o proporcjach 5:8, podzielony na dwa równe poziome pasy: złoty i czerwony. W jego centralnej części może znajdować się herb gminy.                                                                                              |
| Gmina Brzeźnica          |      | Flaga gminy została ustanowiona uchwałą nr XXII/197/2008 z 29 grudnia 2008. Jest to prostokątny płat tkaniny o proporcjach 5:8, podzielony na pięć pionowych pasów: żółty, czerwony, biały, czerwony i żółty w stosunku 1:1:4:1:1. W jego centralnej części umieszczono herb gminy.                                |
| Gmina Lanckorona         |      | Flaga gminy została ustanowiona uchwałą nr XXXVI/313/18 z 19 września 2018. Jest to prostokątny płat tkaniny o proporcjach 5:8 koloru błękitnego, w którego centralnej części umieszczono godło z herbu gminy. |
| Gmina Mucharz            |      | Flaga gminy została ustanowiona uchwałą nr XXVII/198/06 z 31 marca 2006. Jest to prostokątny płat tkaniny o proporcjach 5:8, podzielony na trzy poziome pasy: biały, błękitny i żółty w stosunku 3:1:1. W lewym górnym rogu płata umieszczono herb gminy.                                                          |
| Gmina Stryszów           |      | Flaga gminy, autorstwa Włodzimierza Chorązkiego i Krzysztofa Olszaka, została ustanowiona uchwałą nr XV/90/04 z 28 października 2004. Jest to prostokątny płat tkaniny o proporcjach 5:8, podzielony na trzy poziome pasy: dwa czerwone i żółty w stosunku 1:3:1. W jego centralnej części umieszczono herb gminy. |
| Gmina Tomice             |      | Flaga gminy została ustanowiona uchwałą nr VIII/53/2007 z 6 września 2007. Jest to prostokątny płat tkaniny o proporcjach 5:8, podzielony na trzy pionowe pasy: dwa czerwone i żółty w stosunku 1:3:1. W jego centralnej części umieszczono herb gminy.                                                            |
| Miasto i gmina Wadowice  |      | Flaga gminy została ustanowiona w 1995. Jest to prostokątny płat tkaniny, podzielony na cztery równe poziome pasy: żółty, błękitny, biały i czerwony. |

### Powiat wielicki
| Gmina                      | Wzór | Opis |
| -------------------------- | ---- | --- |
| Gmina Biskupice            |      | Flaga gminy została ustanowiona uchwałą nr XII/96/03 z 3 grudnia 2003. Jest to prostokątny płat tkaniny o proporcjach 5:8, podzielony na trzy pionowe pasy: dwa błękitne i biały w stosunku 1:2:1. W jego centralnej części umieszczono herb gminy. |
| Gmina Gdów                 |      | Pierwsza wersja flagi gminy została ustanowiona 5 listopada 1992, obecna, autorstwa Włodzimierza Chorązkiego i Mariusza Palucha została ustanowiona uchwałą nr LIV/397/2014 z 22 maja 2014. Jest to prostokątny płat tkaniny o proporcjach 5:8, podzielony na trzy poziome pasy: dwa czerwone i biały w stosunku 4:1:1. W lewym górnym rogu płata umieszczono godło z herbu gminy. |
| Gmina Kłaj                 |      | Flaga gminy została ustanowiona uchwałą nr XVI/111/2008 z 10 lipca 2008. Jest to prostokątny płat tkaniny o proporcjach 5:8, podzielony na trzy poziome pasy: dwa żółte i czerwony w stosunku 2:1:2. Z lewej strony płata umieszczono herb gminy. |
| Miasto i gmina Niepołomice |      | Flaga gminy została ustanowiona 6 marca 1992. Jest to prostokątny płat tkaniny o proporcjach 5:8, podzielony na trzy równe poziome pasy: czerwony, złoty i biały. |
| Miasto i gmina Wieliczka   |      | Obecna wersja flagi gminy została ustanowiona uchwałą nr XLV/699/2010 z 26 października 2010. Jest to prostokątny płat tkaniny o proporcjach 5:8 koloru błękitnego, w którego centralnej części umieszczono godło z herbu gminy. |